# Đông Ngô
Ngô (吳) (229 - 1 tháng 5, 280) sử gọi là Tôn Ngô (孫吳) hay Đông Ngô (東吳) là một trong 3 quốc gia thời Tam Quốc (220-280) trong lịch sử Trung Quốc. Trước đó, nó tồn tại từ 220-222 với tư cách là một vương quốc chư hầu dưới danh nghĩa của Tào Ngụy - quốc gia đối thủ, nhưng sau đó tuyên bố độc lập với Ngụy và trở thành một quốc gia có chủ quyền vào năm 222. Đông Ngô trở thành một đế quốc vào năm 229 sau khi lãnh đạo Tôn Quyền tự xưng là hoàng đế. Tên của quốc gia này được bắt nguồn từ nơi nó tọa lạc - vùng Giang Nam (đồng bằng sông Dương Tử), còn được gọi là "Ngô" trong lịch sử. Nó được các nhà sử học gọi là "Đông Ngô" hoặc "Tôn Ngô" để phân biệt với các quốc gia lịch sử Trung Quốc khác có tên tương tự cũng nằm trong khu vực đó, chẳng hạn như nước Ngô vào Xuân Thu và vương quốc Ngô Việt trong thời kỳ Ngũ đại Thập quốc. Nó được gọi là "Đông Ngô" vì nó chiếm phần lớn miền đông Trung Quốc trong thời Tam Quốc và "Tôn Ngô" vì họ của người lãnh đạo nước này là "Tôn". Trong thời gian tồn tại, thủ đô Đông Ngô ở Kiến Khang (ngày nay là Nam Kinh, Giang Tô), nhưng cũng có lúc ở Vũ Xương 武昌 (ngày nay là Ngạc Châu, Hồ Bắc).

## Thành lập
Hình thế 3 nước theo hình chân vạc đã có từ nhiều năm trước khi nhà Đông Hán mất (220): trong khi Tào Tháo chiếm giữ trung nguyên, Lưu Bị chiếm giữ Ích châu thì họ Tôn chiếm giữ Giang Đông. Cả ba người tuy chưa xưng hiệu nhưng trên thực tế đã quản lý những vùng đất này.
Thời kỳ đầu, sau khi Tào Phi cướp ngôi nhà Hán, xưng đế ở Lạc Dương lập ra nhà Tào Nguỵ (220), Lưu Bị xưng đế ở Tứ Xuyên để kế tục nhà Hán và Tôn Quyền (con Tôn Kiên) mới xưng vương ở Giang Đông, trên danh nghĩa thần phục Tào Ngụy. Sau khi Tào Phi mất (226), năm 229, Tôn Quyền xưng đế tại Kiến Nghiệp (thuộc Nam Kinh ngày nay).

## Lãnh thổ
Phần lớn miền bắc hoàn toàn thuộc nhà Ngụy, trong khi đó Thục chiếm miền tây nam và Ngô chiếm miền trung tâm phía nam và phía đông. Biên giới phía ngoài của ba quốc gia này là giới hạn hoặc ít chịu ảnh hưởng của nền văn hóa Trung Hoa. Ví dụ, kiểm soát về chính trị của Thục Hán trên biên giới phía nam của mình bị giới hạn bởi các bộ lạc người Thái trong tỉnh Vân Nam và Myanma ngày nay, nhà Đông Ngô mặc dù đã kiểm soát miền bắc Việt Nam nhưng cũng bị giới hạn bởi vương quốc của người Champa ở phía cực nam.
Trên bản đồ Trung Quốc đương thời, Đông Ngô kiểm soát Dương Châu, Giao Châu và phần lớn Kinh Châu.

## Cực thịnh
Thời gian cai trị kéo dài của Đại Đế Tôn Quyền (229-252) là khoảng thời gian cường thịnh nhất của quốc gia này. 
Việc di dân từ phía bắc và "bình định" các bộ lạc thiểu số đã làm tăng nhân lực cho nông nghiệp, đặc biệt là ở hạ lưu sông Dương Tử. 
Tôn Quyền đem quân tiến về hướng Đông Nam, thúc đẩy việc mở mang một dải đất khu vực này và thực hiện dung hợp dân tộc. Nhà Ngô đã khai phá vùng Bình nguyên Thái Hồ ở Tam Ngô (Ngô Quận, Ngô Hưng, Cối Kê) và khu vực vịnh Hàng Châu tiếp giáp với Kiến Nghiệp thuộc quận Đan Dương đã tiếp giáp với những điểm khai phá mới tại Bình nguyên Giang Hán thuộc các quận Giang Hạ, Nam Quận. Các điểm khai phá thuộc quận Dự Chương và khu vực hồ Thẩm Dương và sông Cán Thủy đã nối liền những điểm khai phá mới vùng Động Đình hồ và lưu vực các sông Tương, Nguyên nằm tại quận Trường Sa, Hành Dương, Tương Đông, Linh Lăng, Thiệu Lăng; thậm chí vùng hẻo lánh tại Lĩnh nam là Phiên Ngung cũng được nối liền nhau, nhất là các địa phương Tam Ngô (Đông Ngô nay là Tô Châu, Trung Ngô nay là Nhuận Châu, Tây Ngô nay là Hồ Châu thuộc Giang Tô), Đan Dương, khu khai phá kinh tế được mở rộng chưa từng có.
Các khu vực đồn điền nông nghiệp được hình thành dưới sự giám sát của các võ quan (Điển nông Hiệu úy) tại vùng Thương Châu (nam Giang Tô), Hoãn Thành (Tiềm Giang, An Huy). 
Đồn điền quân sự tại Đông Ngô có 14 khu chủ yếu là những vùng giáp ranh với Ngụy. Hoãn thành là một đồn điền quan trọng của Đông Ngô có khoảng 4000 khoảnh ruộng lúa nước, 600 chiếc thuyền, 180 vạn hộc lương.
Dân số nước Ngô phân bố tại các châu (nghìn hộ): Dương Châu 358, Quảng Châu 43, Giao Châu 26.
Năm 238 Tôn Quyền chuyển kinh đô từ Vũ Xương (Kinh Châu, Hồ Bắc) về Mạt Lăng (Dương Châu, Giang Tô) và đổi tên là Kiến Nghiệp, cho đắp thành Thạch Đầu. Vận tải đường sông phát triển, với sự ra đời của các kênh Chiết Đông và Giang Nam.
Thương mại với Thục Hán phát triển, với một sự lưu thông lớn của bông từ Thục và sự phát triển của đồ tráng men và công nghệ luyện kim. Vận tải biển đã được hoàn thiện hơn để có thể đến được Đông Bắc Á, các vùng Cao Ly, Nhật Bản, Mãn Châu và Đài Loan, và xa hơn nữa đến vùng Syria (Trung Đông). Các tàu buôn có thể chở được tới 700 người và 260 tấn hàng. Nhà Ngô có nền công nghiệp đóng tàu phát triển mạnh, có thể đóng những chiếc tàu chở được 3000 quân.Với sự phát triển của kinh tế thì văn hóa, nghệ thuật cũng phát triển theo. Tại Đồng bằng sông Dương Tử, những ảnh hưởng đầu tiên của Phật giáo đã xuất hiện ở phía nam Lạc Dương.
Tôn Quyền hết sức phát triển xuống dải đất Đông Nam. Phạm vi cai trị của nhà Ngô mở rộng xuống phía nam, với việc thành lập đơn vị hành chính Quảng châu (Quảng có nghĩa là mở rộng, là tỉnh Quảng Đông ngày nay) năm 226.
Để mở mang miền ven biển năm 230, Tôn Quyền phái đội thuyền 10 nghìn người, do Tướng quân Vệ Ôn và Gia Cát Trực suất lĩnh ra biển, đến Di Châu (nay là Đài Loan). Đó là sự ghi chép sớm nhất, minh xác nhất trong văn hiến hiện có liên quan đến việc qua lại giữa Đại lục và Đài Loan. Đạo quân này cũng thực hiện những chuyến hải hành đến Quần đảo Lưu Cầu và Nhật Bản với mục đích thương mại và gia tăng ảnh hưởng quân sự.
Nhằm tăng cường giao thương với bên ngoài, nhà Ngô mở rộng hoạt động thương mại trên biển. Các sứ thần nhà Ngô là Tuyên hóa Tùng sự Chu Ứng và Trung lang Khang Thái được cử đến các nước Champa (miền Trung Việt Nam), Phù Nam (Campuchia và Đồng bằng châu thổ Mekong), các quốc gia trên Bán đảo Mã Lai, Nam Dương, Ấn Độ và Trung Cận Đông vào thời gian khoảng nằm giữa các năm 245 và 250. Sau khi đi sứ về, Khang Thái có viết quyển Phù Nam thổ tục còn gọi là Phù Nam truyện.

## Suy yếu và diệt vong
Sau cái chết của Tôn Quyền năm 252, không có người kế tục xứng đáng, nhà Ngô bắt đầu đi xuống. Trong nước, quyền thần đánh nhau lục đục khiến nội bộ thêm suy yếu. Những cuộc áp chế thành công do Tư Mã Sư và Tư Mã Chiêu tiến hành trước các cuộc nổi loạn ở khu vực Hoài Nam (lãnh thổ Nguỵ) đã làm giảm ảnh hưởng của nhà Ngô.
Sau khi Cảnh đế Tôn Hưu chết, Tôn Hạo lên thay lại là người tàn bạo độc ác khiến nhân tâm thêm chia lìa. Năm 269 Dương Hựu, tướng nhà Tấn (nhà Tấn được Tư Mã Viêm thành lập sau khi tiêu diệt nhà Ngụy và Thục), bắt đầu chuẩn bị xâm chiếm nước Ngô bằng việc xây dựng hạm đội và huấn luyện thủy quân tại Tứ Xuyên dưới quyền Vương Tuấn. Bốn năm sau, Lục Kháng, vị tướng giỏi cuối cùng của nhà Ngô chết, nước Ngô không còn tướng tài. Kế hoạch xâm chiếm của nhà Tấn cuối cùng đã diễn ra vào mùa đông năm 279.
Tư Mã Viêm ra lệnh tấn công bằng 5 cánh quân đồng thời dọc theo sông Dương Tử từ Kiến Khang tới Giang Lăng trong khi hạm đội từ Tứ Xuyên xuôi dòng tới Kinh Châu dưới sự chỉ huy của các tướng Đỗ Dự, Vương Tuấn. Trước các cuộc tấn công mãnh liệt của quân Tấn, lực lượng nhà Ngô tan rã và Kiến Khang mất vào tháng 3 năm 280, Tôn Hạo đầu hàng nhà Tấn, kết thúc nhà Đông Ngô.

## Khởi đầu Lục triều
Sau khi Đông Ngô diệt vong 38 năm, tới năm 318 đến lượt nhà Tấn của con cháu Tư Mã Viêm phải chạy về Giang Nam lánh nạn Ngũ Hồ lấn chiếm phương Bắc, gọi là nhà Đông Tấn.
Sau đó liên tiếp 4 triều đại nữa là Lưu Tống, Nam Tề, Lương và Trần cùng cai trị Giang Nam, đều đóng đô ở Kiến Nghiệp, gọi là Nam Triều trong thời Nam Bắc Triều. Sử gọi các triều đại từ Đông Ngô đến Trần (229 - 589) ở Giang Nam là Lục triều và Đông Ngô chính là triều đại đầu tiên.

## Thế phả vua Đông Ngô
| Miếu hiệu      | Thụy hiệu                   | Họ tên           | Trị vì   | Niên hiệu, thời gian sử dụng |
| -------------- | --------------------------- | ---------------- | -------- | --- |
| Thủy Tổ (始祖) | Vũ Liệt Hoàng Đế (武烈皇帝) | Tôn Kiên (孫坚)  | truy tôn | |
| Thái Tổ (太祖) | Đại Hoàng Đế (大皇帝)       | Tôn Quyền (孫權) | 229-252  | Hoàng Long (黄龙) 229-231 Gia Hòa (嘉禾) 232-238 Xích Ô (赤乌) 238-251 Thái Nguyên (太元) 251-252 Thần Phụng (神凤) 252                                                                              |
| Không có       | Không có                    | Tôn Lượng (孫亮) | 252-258  | Kiến Hưng (建兴) 252-253 Ngũ Phượng (五凤) 254-256 Thái Bình (太平) 256-258 |
| Không có       | Cảnh Hoàng Đế (景皇帝)      | Tôn Hưu (孫休)   | 258-264  | Vĩnh An (永安) 258-264 |
| Không có       | Văn Hoàng Đế (文皇帝)       | Tôn Hòa (孫和)   | truy tôn | |
| Không có       | Mạt Hoàng Đế (吳末帝)       | Tôn Hạo (孫皓)   | 264-280  | Nguyên Hưng (元兴) 264-265 Cam Lộ (甘露) 265-266 Bảo Đỉnh (宝鼎) 266-269 Kiến Hoành (建衡) 269-271 Phượng Hoàng (凤凰) 272-274 Thiên Sách (天册) 275-276 Thiên Tỷ (天玺) 276 Thiên Kỷ (天纪) 277-280 |

|                                       |                                       |                                       |                                       |                                       |                                       |  |  |                                  |                                  |                                  |                                  |                                  |                                  |  |  | Ngô Hiếu Ý vương Tôn Chung             |                                        |                                        |                                        |                                        |                                        |  |  |                 |                 |                 |                 |                 |                 |  |  |                         |                         |                         |                         |                         |                         |  |  |  |  |  |  |  |  |  |  |  |  |  |  |  |  |  |  |  |  |  |  |  |  |  |  |  |  |  |  |
|                                       |                                       |                                       |                                       |                                       |                                       |  |  |                                  |                                  |                                  |                                  |                                  |                                  |  |  |                                        |                                        |                                        |                                        |                                        |                                        |  |  |                 |                 |                 |                 |                 |                 |  |  |                         |                         |                         |                         |                         |                         |  |  |  |  |  |  |  |  |  |  |  |  |  |  |  |  |  |  |  |  |  |  |  |  |  |  |  |  |  |  |
|                                       |                                       |                                       |                                       |                                       |                                       |  |  |                                  |                                  |                                  |                                  |                                  |                                  |  |  |                                        |                                        |                                        |                                        |                                        |                                        |  |  |                 |                 |                 |                 |                 |                 |  |  |                         |                         |                         |                         |                         |                         |  |  |  |  |  |  |  |  |  |  |  |  |  |  |  |  |  |  |  |  |  |  |  |  |  |  |  |  |  |  |
|                                       |                                       |                                       |                                       |                                       |                                       |  |  | Ngô Vũ Liệt Đế Tôn Kiên 155-191  | Ngô Vũ Liệt Đế Tôn Kiên 155-191  | Ngô Vũ Liệt Đế Tôn Kiên 155-191  | Ngô Vũ Liệt Đế Tôn Kiên 155-191  | Ngô Vũ Liệt Đế Tôn Kiên 155-191  | Ngô Vũ Liệt Đế Tôn Kiên 155-191  |  |  |                                        |                                        |                                        |                                        |                                        |                                        |  |  | Tôn Tĩnh        | Tôn Tĩnh        | Tôn Tĩnh        | Tôn Tĩnh        | Tôn Tĩnh        | Tôn Tĩnh        |  |  |                         |                         |                         |                         |                         |                         |  |  |  |  |  |  |  |  |  |  |  |  |  |  |  |  |  |  |  |  |  |  |  |  |  |  |  |  |  |  |
|                                       |                                       |                                       |                                       |                                       |                                       |  |  | Ngô Vũ Liệt Đế Tôn Kiên 155-191  | Ngô Vũ Liệt Đế Tôn Kiên 155-191  | Ngô Vũ Liệt Đế Tôn Kiên 155-191  | Ngô Vũ Liệt Đế Tôn Kiên 155-191  | Ngô Vũ Liệt Đế Tôn Kiên 155-191  | Ngô Vũ Liệt Đế Tôn Kiên 155-191  |  |  |                                        |                                        |                                        |                                        |                                        |                                        |  |  | Tôn Tĩnh        | Tôn Tĩnh        | Tôn Tĩnh        | Tôn Tĩnh        | Tôn Tĩnh        | Tôn Tĩnh        |  |  |                         |                         |                         |                         |                         |                         |  |  |  |  |  |  |  |  |  |  |  |  |  |  |  |  |  |  |  |  |  |  |  |  |  |  |  |  |  |  |
|                                       |                                       |                                       |                                       |                                       |                                       |  |  |                                  |                                  |                                  |                                  |                                  |                                  |  |  |                                        |                                        |                                        |                                        |                                        |                                        |  |  |                 |                 |                 |                 |                 |                 |  |  |                         |                         |                         |                         |                         |                         |  |  |  |  |  |  |  |  |  |  |  |  |  |  |  |  |  |  |  |  |  |  |  |  |  |  |  |  |  |  |
| Trường Sa Hoàn vương Tôn Sách 175-200 | Trường Sa Hoàn vương Tôn Sách 175-200 | Trường Sa Hoàn vương Tôn Sách 175-200 | Trường Sa Hoàn vương Tôn Sách 175-200 | Trường Sa Hoàn vương Tôn Sách 175-200 | Trường Sa Hoàn vương Tôn Sách 175-200 |  |  | Ngô Đại Đế Tôn Quyền 182-229-252 | Ngô Đại Đế Tôn Quyền 182-229-252 | Ngô Đại Đế Tôn Quyền 182-229-252 | Ngô Đại Đế Tôn Quyền 182-229-252 | Ngô Đại Đế Tôn Quyền 182-229-252 | Ngô Đại Đế Tôn Quyền 182-229-252 |  |  |                                        |                                        |                                        |                                        |                                        |                                        |  |  | Tôn Hạo         | Tôn Hạo         | Tôn Hạo         | Tôn Hạo         | Tôn Hạo         | Tôn Hạo         |  |  |                         |                         |                         |                         |                         |                         |  |  |  |  |  |  |  |  |  |  |  |  |  |  |  |  |  |  |  |  |  |  |  |  |  |  |  |  |  |  |
| Trường Sa Hoàn vương Tôn Sách 175-200 | Trường Sa Hoàn vương Tôn Sách 175-200 | Trường Sa Hoàn vương Tôn Sách 175-200 | Trường Sa Hoàn vương Tôn Sách 175-200 | Trường Sa Hoàn vương Tôn Sách 175-200 | Trường Sa Hoàn vương Tôn Sách 175-200 |  |  | Ngô Đại Đế Tôn Quyền 182-229-252 | Ngô Đại Đế Tôn Quyền 182-229-252 | Ngô Đại Đế Tôn Quyền 182-229-252 | Ngô Đại Đế Tôn Quyền 182-229-252 | Ngô Đại Đế Tôn Quyền 182-229-252 | Ngô Đại Đế Tôn Quyền 182-229-252 |  |  |                                        |                                        |                                        |                                        |                                        |                                        |  |  | Tôn Hạo         | Tôn Hạo         | Tôn Hạo         | Tôn Hạo         | Tôn Hạo         | Tôn Hạo         |  |  |                         |                         |                         |                         |                         |                         |  |  |  |  |  |  |  |  |  |  |  |  |  |  |  |  |  |  |  |  |  |  |  |  |  |  |  |  |  |  |
|                                       |                                       |                                       |                                       |                                       |                                       |  |  |                                  |                                  |                                  |                                  |                                  |                                  |  |  |                                        |                                        |                                        |                                        |                                        |                                        |  |  |                 |                 |                 |                 |                 |                 |  |  |                         |                         |                         |                         |                         |                         |  |  |  |  |  |  |  |  |  |  |  |  |  |  |  |  |  |  |  |  |  |  |  |  |  |  |  |  |  |  |
| Ngô Văn Đế Tôn Hòa 224-253            | Ngô Văn Đế Tôn Hòa 224-253            | Ngô Văn Đế Tôn Hòa 224-253            | Ngô Văn Đế Tôn Hòa 224-253            | Ngô Văn Đế Tôn Hòa 224-253            | Ngô Văn Đế Tôn Hòa 224-253            |  |  | Ngô Cảnh Đế Tôn Hưu 235-258-264  | Ngô Cảnh Đế Tôn Hưu 235-258-264  | Ngô Cảnh Đế Tôn Hưu 235-258-264  | Ngô Cảnh Đế Tôn Hưu 235-258-264  | Ngô Cảnh Đế Tôn Hưu 235-258-264  | Ngô Cảnh Đế Tôn Hưu 235-258-264  |  |  | Cối Kê vương Tôn Lượng 243-252-258-260 | Cối Kê vương Tôn Lượng 243-252-258-260 | Cối Kê vương Tôn Lượng 243-252-258-260 | Cối Kê vương Tôn Lượng 243-252-258-260 | Cối Kê vương Tôn Lượng 243-252-258-260 | Cối Kê vương Tôn Lượng 243-252-258-260 |  |  | Tôn Xước        | Tôn Xước        | Tôn Xước        | Tôn Xước        | Tôn Xước        | Tôn Xước        |  |  | Tôn Cung                | Tôn Cung                | Tôn Cung                | Tôn Cung                | Tôn Cung                | Tôn Cung                |  |  |  |  |  |  |  |  |  |  |  |  |  |  |  |  |  |  |  |  |  |  |  |  |  |  |  |  |  |  |
| Ngô Văn Đế Tôn Hòa 224-253            | Ngô Văn Đế Tôn Hòa 224-253            | Ngô Văn Đế Tôn Hòa 224-253            | Ngô Văn Đế Tôn Hòa 224-253            | Ngô Văn Đế Tôn Hòa 224-253            | Ngô Văn Đế Tôn Hòa 224-253            |  |  | Ngô Cảnh Đế Tôn Hưu 235-258-264  | Ngô Cảnh Đế Tôn Hưu 235-258-264  | Ngô Cảnh Đế Tôn Hưu 235-258-264  | Ngô Cảnh Đế Tôn Hưu 235-258-264  | Ngô Cảnh Đế Tôn Hưu 235-258-264  | Ngô Cảnh Đế Tôn Hưu 235-258-264  |  |  | Cối Kê vương Tôn Lượng 243-252-258-260 | Cối Kê vương Tôn Lượng 243-252-258-260 | Cối Kê vương Tôn Lượng 243-252-258-260 | Cối Kê vương Tôn Lượng 243-252-258-260 | Cối Kê vương Tôn Lượng 243-252-258-260 | Cối Kê vương Tôn Lượng 243-252-258-260 |  |  | Tôn Xước        | Tôn Xước        | Tôn Xước        | Tôn Xước        | Tôn Xước        | Tôn Xước        |  |  | Tôn Cung                | Tôn Cung                | Tôn Cung                | Tôn Cung                | Tôn Cung                | Tôn Cung                |  |  |  |  |  |  |  |  |  |  |  |  |  |  |  |  |  |  |  |  |  |  |  |  |  |  |  |  |  |  |
| Ngô Mạt Đế Tôn Hạo 242-264-280-284    | Ngô Mạt Đế Tôn Hạo 242-264-280-284    | Ngô Mạt Đế Tôn Hạo 242-264-280-284    | Ngô Mạt Đế Tôn Hạo 242-264-280-284    | Ngô Mạt Đế Tôn Hạo 242-264-280-284    | Ngô Mạt Đế Tôn Hạo 242-264-280-284    |  |  |                                  |                                  |                                  |                                  |                                  |                                  |  |  |                                        |                                        |                                        |                                        |                                        |                                        |  |  | Tôn Lâm 231-258 | Tôn Lâm 231-258 | Tôn Lâm 231-258 | Tôn Lâm 231-258 | Tôn Lâm 231-258 | Tôn Lâm 231-258 |  |  | Tôn Tuấn khoảng 218-256 | Tôn Tuấn khoảng 218-256 | Tôn Tuấn khoảng 218-256 | Tôn Tuấn khoảng 218-256 | Tôn Tuấn khoảng 218-256 | Tôn Tuấn khoảng 218-256 |  |  |  |  |  |  |  |  |  |  |  |  |  |  |  |  |  |  |  |  |  |  |  |  |  |  |  |  |  |  |

## Một số nhân vật quan trọng
| - Cam Ninh - Chu Du - Chu Nhiên - Chu Thái - Đinh Phụng - Đổng Tập - Gia Cát Cẩn - Gia Cát Khác - Hám Trạch - Hàn Đương |  | - Hoàng Cái - Lã Mông - Lăng Tháo - Lăng Thống - Lỗ Túc - Lục Kháng - Lục Tốn - Phan Chương - Thái Sử Từ - Trương Chiêu |  | - Tôn Hạo - Tôn Hưu - Tôn Lượng - Tôn Kiên - Tôn Quyền - Tôn Sách - Trần Vũ - Trình Phổ - Từ Thịnh - Trương Hoành | Ngu Phiên Chu Trị Lã Phạm Tưởng Khâm Cố Ung Hạ Tề Từ Côn Tôn Thiệu Tổ Mậu Chu Hoàn (Tam Quốc) |